# Schøyen MS 2649
Schøyen MS 2649 (Nr. 830 nach Rahlfs) sind acht Blätter eines Papyruskodex von 200/215 n. Chr. Sie enthalten Teile aus dem 3. Buch Mose (Leviticus) 10–13 sowie 23 und 25 in griechischer Sprache. Möglicherweise enthielt der Kodex ursprünglich nur das Buch Leviticus. Die Blätter sind etwa 20 cm × 10 cm groß und teilweise beschädigt. Sie sind einspaltig in je 22–23 Zeilen mit Alexandrinischen Majuskeln beschrieben. Einige Textstellen sind die ältesten bekannten in einer Handschrift.
Die Blätter stammen vermutlich aus der Gegend um Oxyrhynchus. Sie wurden wahrscheinlich vom gleichen Schreiber wie der Papyrus Schøyen 2648 geschrieben. Die Blätter wurden um 1930 in Alexandria von einem Sammler aus Zürich bei einem Antiquitätenhändler erworben. 1998 kaufte sie die Schøyen Collection aus Oslo, wo sie die Signatur 2649 erhalten haben. Die Blätter fanden sich inmitten des Papyrus Schøyen MS 2650.

## Textedition
- Kristin De Troyer: MS 2649: Leviticus. In: Diletta Minutoli, Rosario Pintaudi (Hrsg.): Papyri Graecae Schøyen (PSchøyen II): Essays and Texts in Honour of Martin Schøyen (= Papyrologica Florentina, Band 40). Gonnelli, Florenz 2010, ISBN 978-88-7468-032-0, S. 3–68 + Tafeln I–XVI.